# Орден Славы (Тунис)
Орден Славы (или орден Нишан-Ифтикар) — государственная награда Туниса, сначала как протектората Франции, затем — как королевства.

## История

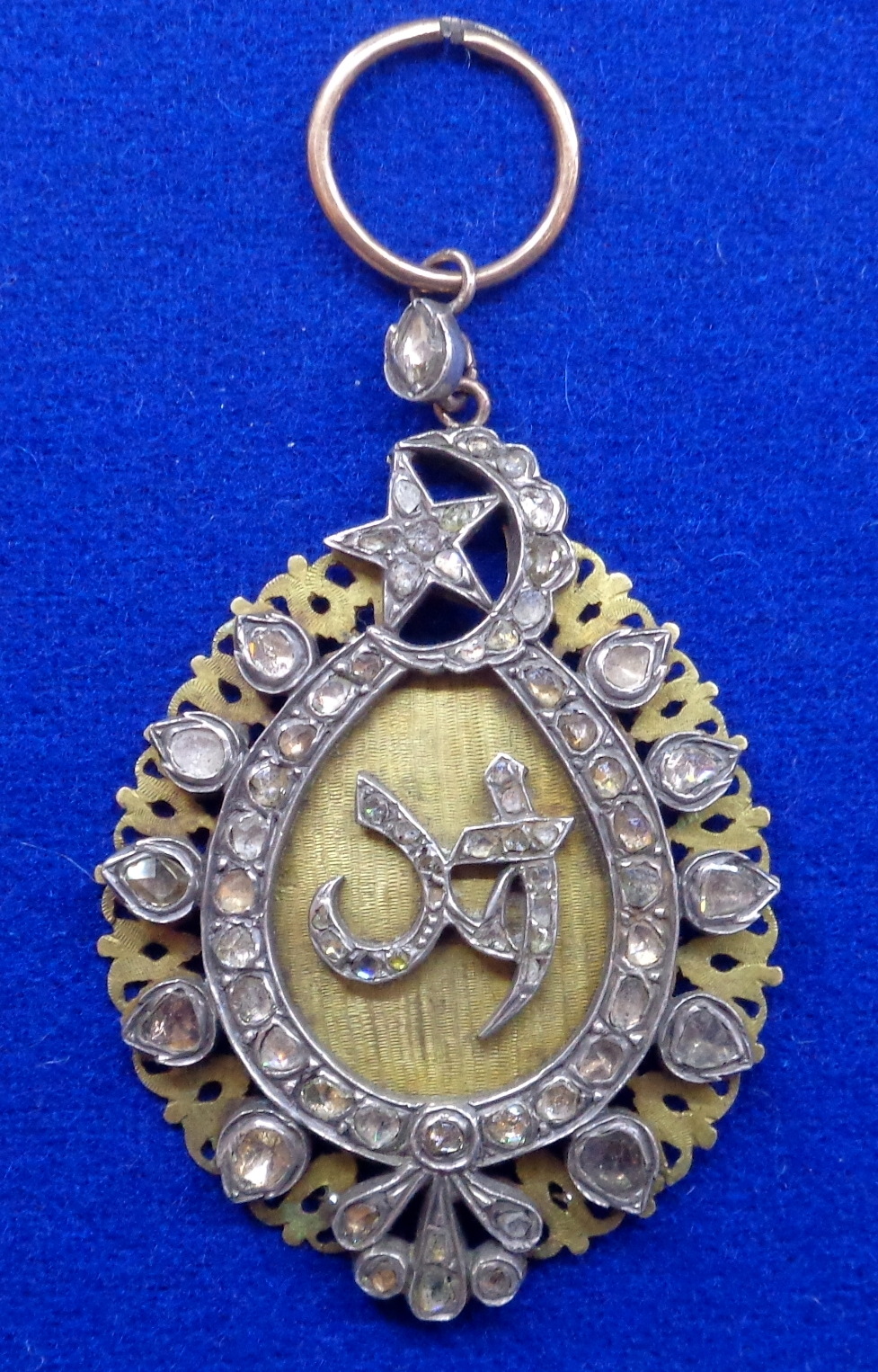
Знак ордена 1-го типа

Орден был учреждён 20 мая 1835 года беем Туниса Мустафой ибн Махмудом из династии Хусейнидов.
Целью учреждения ордена было поощрение французов и граждан других государств, имеющих заслуги перед Тунисом.
Первоначально орден имел одну степень в виде подвешенного к броши медальона. В 1843 году знак ордена был видоизменён, а также были установлены шесть степеней (Кавалер Большой ленты, Гранд-офицер, Командор, Офицер, Рыцарь 1 класса, Рыцарь 2 класса).
В 1861 году Мухаммад ас-Садик Паша бей отменил шестую степень Рыцаря 2 класса заменив её на Золотую и Серебряную медали.
В 1957 году, с свержением монархии и установлением республиканского правления, орден Славы, в числе других монархических наград, был отменён.

## Степени
Орден Славы имел пять степеней:
- Кавалер Большой ленты — знак ордена на чрезплечной ленте и звезда
- Гранд-офицер — знак ордена на шейной ленте и звезда
- Командор — знак ордена на шейной ленте
- Офицер — знак ордена на нагрудной ленте с розеткой
- Рыцарь — знак ордена на нагрудной ленте

| Орденские планки |        |          |              |               |
| Кавалер          | Офицер | Командор | Гранд-офицер | Большой крест |

## Описание
Знак ордена представляет собой десятиконечную звезду, двугранные лучи которой чередуясь покрыты красной и зелёной эмалями. Между лучами звезды серебряные штралы бриллиантовой огранки. В центре круглый медальон зелёной эмали с бриллиантовой каймой. В центре медальона арабский вензель правителя государства.
Знак при помощи переходного звена в виде банта крепится к орденской ленте.
Звезда ордена аналогична знаку, но лучи не покрыты эмалями, а имеют бриллиантовую окранку.
Лента ордена жёлтого цвета с двумя красными полосками, отстающими от края.